# Salvador das Missões
Pour les articles homonymes, voir Salvador (homonymie).
Salvador das Missões est une municipalité brésilienne située dans l'État du Rio Grande do Sul.